# Rio Ronuro
Rio Ronuro är ett vattendrag i Brasilien.   Det ligger i delstaten Mato Grosso, i den centrala delen av landet, 700 km nordväst om huvudstaden Brasília.
I omgivningarna runt Rio Ronuro växer i huvudsak städsegrön lövskog. Trakten runt Rio Ronuro är nära nog obefolkad, med mindre än två invånare per kvadratkilometer.